# Metazygia ducke
Metazygia ducke là một loài nhện trong họ Araneidae.
Loài này thuộc chi Metazygia. Metazygia ducke được Herbert Walter Levi miêu tả năm 1995.